# André Cacena
André Cacena (Ligúria, ? — Angra, c. 1538), também referido por Andrea Cassana, foi um influente mercador e um dos povoadores da ilha Terceira nos Açores. Com fortes ligações a Sevilha, fundou uma das primeiras casas comerciais que deram centralidade à nascente cidade de Angra, sendo um dos principais exportadores de pastel.

## Biografia
André de Cacena, como ficou conhecido na historiografia açoriana, era membro de uma família abastada de origem popular da Ligúria que se estabelecera como mercadores na Península Ibérica desde o início do século XV. André seria filho de Bartolomeu Cacena e irmão de Lucas e Francisco Cacena. Porém, na bibliografia também surge a hipótese dele ser primo dos dois últimos.
Embora por essa altura já efectuasse viagens comerciais aos arquipélagos atlânticos portugueses, em 1484 sabe-se que André residia em Sevilha, onde se encontrava associado ao Adelantado Mayor de Andalucia. Operando como  ligação entre as filiais da família de Sevilha e dos Açores, acabou por focar os seus interesses na então vila de Angra (cidade a partir de 1534). Em 1490 ainda mantinha residência na cidade andaluz, mas nesse mesmo ano, D. Manuel, ainda duque de Beja, concedeu-lhe o monopólio da exploração do pastel na ilha Terceira, conhecendo-se uma transacção, em 1494, relativa a seiscentos quintais de pastel da Terceira destinados a Sevilha.
A prosperidade dos seus negócios levou a que, a 18 de março de 1490, obtivesse um salvo-conduto de D. João II, com validade de 6 anos, para poder comerciar em todo o reino, nas ilhas e nas praças norte-africanas.
André mantinha negócios com os irmãos Cosme e Francisco de Riberol (Rivarolo), os quais eram também seus parentes. Em conjunto com Oberto di Negro, colaborou regularmente com a firma destes, em Sevilha. Entre 1490 e 1497, Cacena assinou três contratos relativos à fábrica de sabão de Triana dos irmãos Riberol. Além do mais, a partir de 1493, participou numa sociedade com Jacome Riberol (sobrinho de Cosme e Francisco), a qual integrava a rede dos Soprani. Os dois transportavam, por terra, mercadorias até Valladolid, Medina del Campo e Toledo.
A crescente ligação ao comércio do pastel da Terceira levou a que acabasse por se transferir para Angra, onde acabaria por se estabelecer nos últimos anos da sua vida. Sabe-se que dois membros desta família, Lucas de Cacena e André de Cacena, ambos filhos de Bartolomeu de Cacena e netos de António de Cacena, passaram nos fins do século XV, ou princípios do século XVI, à ilha Terceira, onde foram moradores. A 24 de janeiro de 1506, na ilha de São Miguel, Antonio Spinola negociava, em representação dos Cavenas a compra de umas terras nas Quatro Ribeiras.
André de Cacena, viveu na cidade de Angra, ilha Terceira, onde instituiu um importante morgado e teve pelos menos cinco filhas, de quem se desconhece a mãe. Sabe-se contudo que Lucas de Cacena deixou, em testamento, mil cruzados às cinco filhas de André, então já falecido. Entre as suas filhas, destacam-se Simoa Cacena, casada com Pero Sequeira, e Maria Cacena, esposa de Domingos Vieira.
Este irmão de André, Lucas de Cacena, foi um conhecido navegagor, companheiro de Vicente Dias nas três explorações por este realizadas no oeste do Atlântico.

## Links
- Cátedra Alberto Benveniste: «CACENA, André»